# Игра в карты по-научному
Игра в карты по-научному (итал. Lo scopone scientifico; фр. L'Argent de la vieille, англ. The Scientific Cardplayer) — итальянская драматическая кинокомедия 1972 года режиссёра Луиджи Коменчини, снятая по сценарию Родольфо Сонего. Фильм был внесен в список «100 итальянских фильмов, которые нужно сохранить» (ит.), от послевоенных до восьмидесятых годов.

## Сюжет
Ежегодно старая миллиардерша прилетает из США в свою роскошную виллу на окраине Рима, откуда открывается прекрасный вид на собор Святого Петра, рядом с которой находятся бедные лачуги, где разнообразный люд выживает со дня на день. Старая американка путешествует по миру со своим секретарем и бывшим любовником Джорджем, с которым её объединяют старые добрые времена, и которого теперь она использует в качестве компаньона, чтобы играть в карты в различных местах по всему миру. В Риме, старая американка ежегодно приглашает к своей вилле на карточную игру «скопоне» старьёвщика Пеппино и его жену Антонию, которые мечтают разбогатеть, выиграв у старой миллиардерши хоть несколько миллионов. Удастся ли им победить богатую американку?

## В ролях
- Альберто Сорди — Пеппино
- Сильвана Мангано — Антония, жена Пеппино
- Бетт Дейвис — старая американка, миллиардерша
- Джозеф Коттен — Джордж
- Доменико Модуньо — Риджетто
- Марио Каротенуто — Армандо Кастеллини, «профессор»
- Гуидо Чернилья — доктор